# La Chambre de Buster
Pour plus de détails, voir Fiche technique et Distribution.
La Chambre de Buster (Buster's Bedroom) est une comédie dramatique  germano-canadienne réalisée par Rebecca Horn en 1990,.

## Synopsis
Micha est une femme vouant une véritable obsession maladive pour l'acteur Buster Keaton. Elle décide un jour d'entrer de son plein gré une clinique médicale dont l'acteur a été autrefois un des patients.

## Fiche technique
- Titre : La Chambre de Buster
- Titre original : Buster's Bedroom
- Réalisation : Rebecca Horn
- Scénario : Rebecca Horn, Martin Mosebach
- Direction artistique : Martin Schreiber
- Chef décorateur : Nana von Hugo
- Photographie : Sven Nykvist
- Casting : Julie Alter
- Son : Jochen Hergersberg, Uwe Kersken, Martin Steyer
- Montage : Barbara von Weitershausen
- Musique originale : Sergueï Kouriokhine
- Production : Aimée Danis, Luciano Gloor, Udo Heiland, Bruce Marchfelder, George Reinhart
- Pays d'origine :  Allemagne,  Canada,  Portugal
- Format : 35 mm
- Genre : comédie dramatique
- Durée : 104 minutes
- Sortie : 9 mai 1991

## Distribution
- Amanda Ooms : Micha
- Donald Sutherland : Dr O'Connor
- Geraldine Chaplin : Diana Daniels
- Valentina Cortese : Serafina Tannenbaum
- David Warrilow : Mr Warlock
- Taylor Mead : James
- Ari Snyder : Lenny Silver
- Martin Wuttke : Joe
- Mary Woronov : Jane
- Nina Franoszek : Sue
- Buster Keaton : séquences d'archives